# デイヴィッド・フリーマン＝ミットフォード (第2代リーズデイル男爵)
第2代リーズデイル男爵、デイヴィッド・ベートラム・オギルヴィ・フリーマン＝ミットフォード（David Bertram Ogilvy Freeman-Mitford, 2nd Baron Redesdale、1878年3月13日 – 1958年3月17日）は、イギリスの貴族。ミットフォード姉妹の父親。

## 経歴

### 生い立ち
初代リーズデイル男爵アルジャーノン・ミットフォードの次男として生まれる。母はクレメンティーナ・ガートルード・ヘレン（旧姓オギルヴィ。第10代エアリー伯爵デイヴィッド・オギルヴィの娘）。兄にクレメントがいる。また弟に第3代リーズデイル男爵となるバートラムや第4代リーズデイル男爵となるジョンがいる。
兄クレメントが優秀だったのに対して、デイヴィッドは凡庸であったという。デイヴィッド本人は「自分は太陽のような兄がいればこそ輝く月のようなもの」だったと評している。兄クレメントが名門イートン・カレッジへ進学したのに対してデイヴィッドは二流のラドリー・カレッジに進学した。イートンに入学しなかったのは、デイヴィッドの生来の癇癪持ちを憂慮した父母の判断であり、優等生である兄のイートンにおける名声を傷つけないためであったという。
軍人になることを希望していたが、陸軍士官学校の入学試験に落ちたため、英領セイロン島（スリランカ）で茶の栽培を始めた。しかし茶の栽培に興味を持てず、4年弱ほどで帰国。第二次ボーア戦争が勃発するとノーサンバーランド歩兵連隊に入隊した。一兵卒の伝令としての従軍であったが、彼は念願の軍人になれて喜んだ。しかし1901年には肺を一つ失うという重大な戦傷を負った。回復して一度野営地に戻るも、1902年初めには戦傷兵として送還された。
1904年2月6日に庶民院議員トーマス・ギブソン・ボウルズの娘であるシドニーと結婚。彼女との間に6人の娘と1人の息子を儲けた。
岳父トーマスの援助で『ザ・レディ』誌の事務長に就任し、1914年まで務めた。その収入と親からの仕送りだけでは不十分だったので、金鉱を掘り当てる一攫千金を夢見てカナダ・スワスティカに40エーカーほどの土地の採掘権を購入した。しかし結局金鉱を掘り当てることはできなかった。

### 第一次世界大戦と戦間期
第一次世界大戦が勃発すると士官補強部隊として従軍したが、1915年1月に体調を悪くしたため、一時送還となった。3月には兄クレメントが嫡男の無いままに戦死したため、デイヴィッドがリーズデイル男爵位の法定推定相続人となった。体調が回復すると前線に復帰し、輸送部隊の将校となった。1916年8月に父リーズデイル男爵が死去し、第2代リーズデイル男爵位を継承した。1917年に過労で倒れ、再び送還となる。回復後は憲兵隊司令官補佐として本国勤務となった。
父から受け継いだバッツフォードの荘園を維持できず、1919年に売却し、代わってオックスフォードシャーのコッツウォールズのアストル荘園を購入した。金鉱発掘や沈没船の金塊引き上げといった夢想的計画にしばしば投資し、資産を目減りさせた。
1926年には妻シドニーの勧めにしたがってアストル荘園も売却してロンドンのラトランド・ゲート26番地にタウンハウスを購入した。彼の貴族院での仕事や娘たちの社交界デビューのためにロンドンに移った方がよいという判断だったと思われる。またスウィンブルックに新しい家を建設したが、この家は娘たちからは不人気だったという。
1933年にドイツでナチ党が政権を掌握し、三女ダイアナ・ミットフォード（BUF指導者サー・オズワルド・モズレー準男爵の恋人となった）と四女ユニティ（ドイツでヒトラーと親しくなる）がファシズム運動に傾倒するようになった。はじめデイヴィッドはナチスに関心を持っていなかったが、やがて妻シドニー、長男トーマスとともにナチスにシンパシーを感じるようになった。ユニティの説得でドイツを訪問したデイヴィッド夫妻をヒトラーはお茶に招き、また夫妻のドイツ旅行のためにメルツェデス・ベンツを運転手付きで用意した。これに夫妻はすっかり気をよくし、ニュルンベルク党大会にも来賓として出席するようになったのであった。シドニーはヒトラーをユニティの婚約者候補であると語り、デイヴィッドはイギリス貴族院での演説でヒトラーの外交を「平和政策」として絶賛した。ただデイヴィッドはユニティをヒトラーと結婚させる意思はなかったという。

### 第二次世界大戦
彼は1938年までは基本的に親独派で「ベルサイユ条約はドイツに不公平」「ファシズムは共産主義の脅威に対する防波堤」「イギリスが奪った旧ドイツ植民地はドイツに返還するべき」といったユニティの見解を支持していた。しかし1939年になると英国の反独世論の高まりを受けて彼も反独派に転じ始め、「ヒトラーは共産主義者と同レベルで危険」「ドイツ人は野蛮人」と主張するようになった。一方妻シドニーはヒトラーを支持し続け、戦争回避の努力をしないチャーチルとイギリス政府に問題在りと主張した。
1939年9月の英独開戦にショックを受けたユニティがドイツで自殺未遂を起こした。ユニティはヒトラーの計らいで中立国スイスへ送られ、デイヴィッドも陸軍大臣オリバー・スタンリーへ働きかけてユニティへの尋問を免除させ、ユニティが帰国できるよう取り計らった。
ユニティの帰国後、彼女に関する報道が過熱し、デイヴィッドも「ファシスト貴族」として言及されることが多くなった。それに反発して1940年3月に『タイムズ』紙に寄稿して自らがファシストでないことを訴えた。しかし妻は依然としてヒトラーの支持者であり（彼女は開戦後もドイツの勝利を望み、「ドイツが勝てばすべてうまくいく」「私たちイギリス人がポーランド人のような惨めな野蛮人と同じ扱いを受けるはずがありません」と述べていた）、1940年2月頃から政治上の見解の相違で夫婦仲が悪くなった。
ユニティが退院次第、デイヴィッドはシドニーとユニティを連れてスコットランドにあるミットフォード家所有のインチ・ケネス島へ移る予定だったが、戦時中同島は他の沿岸区域と同様に「保護区域」に指定されていたため、政府の許可なく立ち入りできなかった。デイヴィッドには移住許可が下りたが、ナチス支持者と看做されたユニティと母シドニーには許可が下りなかった。結局デイヴィッドはメイド一人だけ連れて同島へ移住していった。
1945年3月には長男トムがビルマ戦線で玉砕し、直系の跡継ぎ(法定推定相続人)を失った。

### 死去
1958年3月17日に80歳で死去した。葬儀はスウィンブルックで行われた。
娘が5人生存していたが、そのうち共産主義者の四女ジェシカ・ルーシー（デッカ）は、インチ・ケネス島を相続したらボルシェヴィキに譲ると公言していたので、遺書の中で彼女だけ遺産相続人から削除した。
リーズデイル男爵位は弟のバートラムが継承した。

## 家族
1904年2月6日に庶民院議員トーマス・ギブソン・ボウルズの娘であるシドニーと結婚。彼女との間に以下の6人の娘と1人の息子を儲けた。
- 第1子（長女）ナンシー・フリーマン＝ミットフォード（1904年-1973年）：作家
- 第2子（次女）パメラ・フリーマン＝ミットフォード（Pamela Freeman-Mitford）（1907年-1994年）：ディレク・ジャクソン（英語版）と結婚。
- 第3子（長男）トーマス・デイヴィッド・フリーマン＝ミットフォード少佐（Major Thomas David Freeman-Mitford）（1909年-1945年）： ビルマ戦線で戦死
- 第4子（三女）ダイアナ・ミットフォード（1910年-2003年）： ファシズム運動に参加。第2代モイン男爵ブライアン・ギネス、ついで第6代準男爵オズワルド・モズレーと結婚。
- 第5子（四女）ユニティ・ヴァルキリー・フリーマン＝ミットフォード（1914年-1948年）： ファシズム運動に参加
- 第6子（五女）ジェシカ・ルーシー・フリーマン＝ミットフォード（1917年-1996年）： 共産主義運動に参加。エズモンド・ロミリー（英語版）、ついでロバート・トレウハフト（英語版）と結婚。
- 第7子（六女）デボラ・ヴィヴィアン・フリーマン＝ミットフォード（1920年-2014年）： 第11代デヴォンシャー公爵アンドリュー・キャヴェンディッシュ（英語版）と結婚。